# Robert Graf
Robert Graf, född 18 november 1923 i Witten, död 4 februari 1966 i München, var en tysk skådespelare. Graf känns främst igen för sin roll som opportunisten Bruno Tiches i satirfilmen Bedårande barn av sin tid. Han belönades för denna roll med Tyska filmpriset.

## Filmografi, urval
- 1952 – Illusion in Moll
- 1957 – Jonas
- 1958 – Bedårande barn av sin tid
- 1959 – Buddenbrooks – en familjs ära och förfall
- 1959 – En skandalös historia
- 1959 – Sommaren med Liselotte
- 1960 – Die Frau am dunklen Fenster
- 1963 – Den stora flykten
- 1964 – Verdammt zur Sünde